# Старий Медведь
Старий Медведь (рос. Старый Медведь) — присілок в Шимському районі Новгородської області Російської Федерації.
Населення становить 235 осіб. Входить до складу муніципального утворення Медведське сільське поселення.

## Історія
Від 2004 року входить до складу муніципального утворення Медведське сільське поселення.

## Населення
| 1885 | 1907 | 1926 | 1940 | 2002 | 2010 |
| ---- | ---- | ---- | ---- | ---- | ---- |
| 805  | ↗847 | ↗850 | ↘500 | ↘314 | ↘235 |